# Chóra Sfakíon
Chóra Sfakíon är en kommunhuvudort i Grekland.   Den ligger i prefekturen Nomós Chaniás och regionen Kreta, i den södra delen av landet, 300 km söder om huvudstaden Aten. Chóra Sfakíon ligger 23 meter över havet och antalet invånare är 243.
Terrängen runt Chóra Sfakíon är bergig åt nordväst, men åt nordost är den kuperad. Havet är nära Chóra Sfakíon söderut.  Närmaste större samhälle är Myriokéfala, 16,2 km öster om Chóra Sfakíon. 